# Абіску (національний парк)
А́біску (Абіско; швед. Abisko nationalpark) — національний парк на півночі Швеції. Розташований в Скандинавських горах у долині річки Абіскуйокка на березі озера Турнетреск, приблизно на 190 км північніше Північного полярного кола. Площа — 7 700 га. Об'єкт туризму. Заснований 1909 року. Одночасно з ним було створено ще вісім національних парків у різних частинах Швеції.

## Флора і фауна
Хвойні і мішані ліси. Різноманітна фауна ссавців (північний олень, песець, лемінг, вовк, росомаха, лось, бурий ведмідь) і птахів. Працює біостанція.